# 菊池兼朝

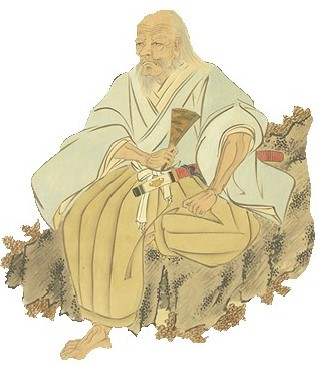
菊池兼朝像

菊池 兼朝（きくち かねとも、弘和3年/永徳3年（1383年） - 文安元年3月8日（1444年3月27日））は南北朝時代から室町時代前期にかけての武将。菊池氏の第18代当主。第17代当主・菊池武朝の子。官位は肥後守。左京大夫。菊池氏としては初めて室町幕府から肥後守護に任ぜられた。

## 生涯
応永13年（1407年）、父の死により家督を継いで当主となる。南北朝の合一後、室町幕府は肥後守護職である阿蘇氏が菊池氏に圧倒されている実情を踏まえて、兼朝を肥後守護職に任じているが、父と同じく幕府に対して反抗的な姿勢を取り続けた。永享2年（1431年）には少弐満貞と連合して大内盛見を討ち取った。しかしその後、幕府への姿勢への意見対立と、次男の忠親への偏愛により、長男の持朝と争って家督を奪われ、蘆北郡佐敷に追放されてしまった。そして失意のうちに文安元年3月8日に死去した。